# 沪乍杭高铁
新建上海至杭州高速铁路，原简称沪乍杭高铁、沪嘉杭高铁，后简称沪杭高铁，是中华人民共和国上海市和浙江省的一条规划中高速铁路。总体沿杭州湾北岸呈东西走向。线路东起四团站（利用沪通铁路二期接入上海东站），经嘉兴地区嘉兴南站衔接通甬高铁、规划沪杭城际，经桐乡站衔接杭州机场高铁，终至杭州西站。上海市境内新建线路54.240km、利用在建沪通二期26.62公里，浙江省境内新建线路143.207km，设计时速350km/h。这是继沪杭客运专线之后，上海直连杭州的第二条高铁通道。
本线在上海枢纽，正线与沪通二期贯通引入上海东站。同时在上海金山站设联络线至金山园区站，经金山铁路至上海南站。为满足存车需求，建设工程中附带包括了改建上海南动车运用所、扩建上海东动车运用所。上海南站普速（动集）整备设施2025年7月搬迁至上海松江站后，将利用原机务折返段及临修镟轮库用地，新增10条动车组存车线（6长编、4短编），再将客整所改建为7条长编存车线:96。
本线在杭州枢纽正线引入杭州西站杭临绩场、联络线引入湖杭场。原计划还要同步沿宣杭铁路建设一条19.89km长的联络线引入杭州北站，使全线投资总额达到711.0亿元，不过环评编制期间决定该联络线缓建，投资总额相应减至672.55亿元。

## 历史
早期规划中，沪乍杭铁路为客货共线双线铁路，一方面可作为浦东国际机场（上海东站）与杭州间的城际客运通道；另一方面，上海铁路枢纽各货运站建设时期早，现在普遍距离城区过近，将货运和编组功能迁至沪通铁路–浦东铁路一线既可释放出京沪铁路、沪昆铁路的运能，又可兼顾海铁联运。
2022年6月，启动前期工作，将原规划沪乍杭铁路的客货功能拆分，客运部分建设350km/h高铁。2023年2月，成为杭州加快建设交通强国示范城市暨打造国际性综合交通枢纽城市的八大标志性工程之一。
2025年1月，浙江段的可研阶段及初设阶段相关专题编制服务开始招标，同时计划2025年年内开建。
2025年2月24日，上海段选线专项规划公示。3月24日，浙江段规划选址公示。4月15日，上海段用地预审报告提交自然资源部，5月30日取得批复。5月6日，浙江段用地预审报告提交自然资源部，6月13日取得批复。
2025年2月28日，环评第一次公示，公布环评单位为中国铁路设计集团。6月6日，环境影响报告书征求意见稿公布。相比选址公示，删去了原拟同步建设的杭州北联络线、改为暂缓论证实施，浙江段投资额相应减少40亿。7月30日，在嘉兴举行环评公众参与座谈会。8月1日，环境影响报告书报批稿及环评公众参与说明公示。

## 车站
全线设上海东站、四团站、奉贤站、上海金山站、平湖市站、嘉兴南站（连接通苏嘉甬铁路、规划沪杭城际）、桐乡站（连接杭州机场高铁）、临平北站、杭州西站9站。
| 站名                                         | 里程 (千米) | 站间距 (千米) | 跨线路线                                                        | 本线站场规模            | 换乘交通                                         |
| -------------------------------------------- | ----------- | ------------- | --------------------------------------------------------------- | ----------------------- | ------------------------------------------------ |
| 上海东                                       |             | 不適用        | ↑沪通铁路往太仓                                                 | 6台14线                 | █ 上海21号线 █ 市域机场线 █ 南汇线               |
| 四团至上海东段属沪通二期工程，中途预留惠南站 |             |               |                                                                 |                         |                                                  |
| 四团高铁场                                   | 1.650       | 28.750        | 不適用                                                          | 2台6线                  | 浦东铁路 █ 南枫线 █ 浦南线                       |
| 奉贤                                         | 26.605      | 23.899        | 不適用                                                          | 2台4线                  | █ 上海5号线                                      |
| 上海金山高铁场                               | 46.200      | 19.595        | ↖金山铁路往上海南 ↙远期沪甬高铁                                 | 2台6线                  | 沪乍杭铁路(2台6线) 预留沪甬高铁                  |
| 平湖市高铁场                                 | 80.630      | 31.658        | 不適用                                                          | 2台4线                  | 沪乍杭铁路(2台6线)                               |
| 嘉兴南沪杭城际场                             | 106.759     | 26.129        | ↘通苏嘉甬高铁往宁波西 ↕规划沪杭城际铁路                         | 4台12线                 | 沪昆高铁(4台8线) 通苏嘉甬高铁(2台6线) █ 有轨T1线 |
| 桐乡站沪杭场                                 | 135.334     | 28.576        | ↘杭州机场高铁往绍兴北、台州                                     | 2台6线                  | 沪昆高铁(2台4线)                                 |
| 临平北站                                     | 166.405     | 31.071        | 不適用                                                          | 2台6线                  |                                                  |
| 丁家墩线路所                                 | 182.566     | 34.474        | ↘预留杭州北联络线                                               | 不適用                  | 不適用                                           |
| 勾庄线路所                                   | 188.628     | 34.474        | ↘湖杭高铁经杭州西湖杭场至温州北、黄山北 ↗预留东西联络线至杭州东 | 不適用                  | 不適用                                           |
| 杭州西杭临绩场                               | 200.879     | 34.474        | ↓直通杭临绩高铁至广德、绩溪                                     | 5台9线 初期实施：2台4线 | 湖杭高铁（6台11线） █ 3号线、 █ 19号线           |